# Дановець
Дановець (пол. Danowiec) — село в Польщі, у гміні Мицелін Каліського повіту Великопольського воєводства.
Населення — 101 особа (2011).
У 1975-1998 роках село належало до Каліського воєводства.

## Демографія
Демографічна структура станом на 31 березня 2011 року:
|          | Загалом | Допрацездатний вік | Працездатний вік | Постпрацездатний вік |
| -------- | ------- | ------------------ | ---------------- | -------------------- |
| Чоловіки | 49      | 11                 | 33               | 5                    |
| Жінки    | 52      | 7                  | 33               | 12                   |
| Разом    | 101     | 18                 | 66               | 17                   |